# Allanson
Allanson is een plaats in de regio South West in West-Australië.

## Geschiedenis
Allanson ligt in de steenkoolvelden rondom Collie. In 1898 werd er grond voorzien voor een dorp voor de mijnwerkers. Dat jaar opende er ook een spoorwegstation. Het dorp 'West Collie' werd in 1906 officieel gesticht. Onder een groot deel van het dorp bevonden zich echter steenkooladers. In 1911 werd de dorpslocatie gewijzigd en in 1916 werd het dorp officieel hernoemd tot Allanson. Vermoedelijk werd Allanson naar 'Arthur Allan Wilson' vernoemd, het parlementslid voor het kiesdistrict Collie van 1908 tot 1947.
In 1913 opende een schooltje in Allanson. In 1922 werd het in een nieuw gebouw ondergebracht. Op 12 augustus 1989 werd wederom een nieuw schoolgebouw in gebruik genomen.

## Beschrijving
Allanson maakt deel uit van het lokale bestuursgebied (LGA) Shire of Collie, waarvan Collie de hoofdplaats is. Het heeft een basisschool.
In 2021 telde Allanson 591 inwoners.
'Black Diamond Lake' is een door de steenkoolindustrie ontstaan meer. Men kan er zwemmen.

## Ligging
Allanson ligt langs de Collie en de 'Coalfields Road' die de Albany Highway en de South Western Highway verbindt, 195 kilometer ten zuidzuidoosten van de West-Australische hoofdstad Perth, 50 kilometer ten oosten van Bunbury en 7 kilometer ten noordwesten van Collie.
De spoorweg die langs Allanson loopt maakt deel uit van het goederenspoorwegnetwerk van Arc Infrastructure.

## Klimaat
Allanson kent een gematigd mediterraan klimaat, Csb volgens de klimaatclassificatie van Köppen.

## Externe links

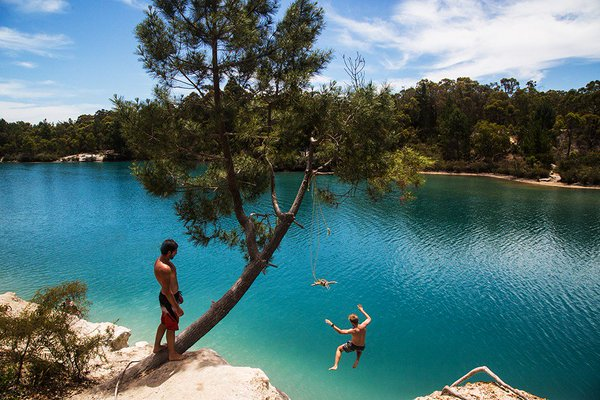
'Black Diamond Lake'